# Manuel Balasch i Suñé
Manuel Balasch i Suñé (Sant Julià de Vilatorta, Osona, 28 de setembre de 1916 - Sant Julià de Vilatorta, 12 de juliol de 2008) fou un instrumentista de piano, violí, i flabiol, i compositor de sardanes i caramelles.
Començà a estudiar música quan passà pel vilatortí Col·legi d'Orfes (futur Col·legi del Roser), i posteriorment amplià la formació amb el violinista Josep Junoy (director de l'orquestra local "Renaixença") i estudiant piano amb el vigatà mestre Ramírez. Tocà el piano, el violí, i flabiol i tamborí. Actuà a la cobla-orquestra local Vilatorta i també, ocasionalment, a la Catalònia i a la Genisenca. Va ser director durant trenta anys del Cor de Caramelles del Roser (entre els anys 40 i 70) i compongué havaneres, caramelles i una vintena de sardanes. Una d'aquestes darreres, Gentil Adriana, fou escollida el 2016 «Sardana Universal» per a ser interpretada arreu al Dia universal de la Sardana.
Oriol Tafanell li dedicà pòstumament la peça de caramelles Gratitud, en homenatge «al més prolífic autor de caramelles i sardanes del nostre municipi».

## Obres
| Caramelles en general, amb lletra de Manel Balasch, i algunes amb format de sardana | Sardanes |
| --- | --- |
| - Adéu-siau (1980, enregistrada) - Afanys de confraria (2002, lletra d'Anton Carrera i Busquets, enregistrada) - Avís de primavera (1997, amb lletra d'A. Carrera) - Bordó florit (2000, amb lletra d'A. Carrera) - Cançó d'abril (1998, lletra d'A. Carrera, enregistrada) - Estrella (2001, amb lletra d'A. Carrera) - Gentil Adriana (1984) - Ja és arribada (1987) - Nit de Pasqua (1981, enregistrada) - Nostra dansa (1982) - L'ocellada (1988) - Pasqua 2000 (1999, amb lletra d'A. Carrera) - Recordant (1995) - Records de Sant Julià (1978, lletra de Balasch i Josep Boixeda i Tohà) - Rosa Vera (1994, amb lletra d'A. Carrera, enregistrada) - Vals-corrandes (1991) | - A la Verge de Puiglagulla; L'alegre pastoret (1949) - El borriquet de Can Sardà (2003) - El bosquerol (1952, enregistrada) - Cançó d'abril (1999) - Caramelles del Roser (1997, enregistrada) - En Pep de cal Gros (1955, cantada) - En Xavier i l'Andrea (1997, enregistrada) - L'ermita de Sant Roc (1984, enregistrada) - Gèmina (enregistrada) - Gentil Adriana (1948, enregistrada) - Georgina (1953, enregistrada) - Ma germana Hermínia (1950, enregistrada) - No puc plorar (1956, enregistrada) - Nostra dansa (1957, enregistrada) - Riallera vigatana; Sant Julià de Vilatorta (1951, enregistrada) - Les set fonts (enregistrada) |

Enregistraments
- Cobla Els Montgrins. Sant Julià de Vilatorta. Sardanes de Manel Balasch.  Barcelona: Audiovisuals de Sarrià, 1997. AVS 25.1585. En disc compacte i en casset.
- Caramelles del Roser. Sant Julià de Vilatorta.  Sant Julià de Vilatorta - Taradell: Ajuntament de Sant Julià de Vilatorta - Laura R. Perkins, 2007. LRP-017. Arxivat 2016-10-02 a Wayback Machine.